# Cats (film 2019)
Cats è un film del 2019 diretto da Tom Hooper.
Film musicale basato sull'omonimo musical composto da Andrew Lloyd Webber e sul libro Il libro dei gatti tuttofare di T. S. Eliot, è stato distribuito il 20 dicembre 2019 da Universal Studios.. Il cast principale è composto da James Corden, Judi Dench, Jason Derulo, Idris Elba, Jennifer Hudson, Ian McKellen, Taylor Swift, Rebel Wilson e Francesca Hayward.

## Trama
Victoria, una gatta domestica, viene abbandonata dalla sua padrona in una strada di Londra, dove fa la conoscenza di un gruppo di gatti randagi, i Jellicles cats; sebbene la maggior parte di essi la guardi con sospetto, Victoria viene accolta con calore da Mister Mistoffelees, un gatto dotato di poteri magici. La gatta, vissuta sempre in casa, impara gradualmente come vivono i suoi simili, e scopre che quella notte stessa avrà luogo il Ballo di Jellicle, durante il quale uno dei gatti avrà l'opportunità di essere inviato allo Strato Ionizzato e ottenere così una nuova vita.
A Victoria vengono presentati alcuni dei candidati alla reincarnazione: Jennyanydots, una gatta di casa pigra e viziata; Rum Tum Tugger, combinaguai e dongiovanni; Bustopher Jones, amante del buon cibo. A quel punto irrompe però Macavity, un gatto malvagio che coi suoi poteri rapisce via via tutti i concorrenti. Alla sua apparizione tutti i gatti fuggono, e Victoria viene lasciata nelle grinfie di Mungojerrie e Rumpleteazer, due gatti gemelli che amano compiere piccoli furti e marachelle a danno degli umani. I due tentano di portare Victoria dalla loro parte, ma poi la abbandonano alla mercé di un cane; la gatta verrà nuovamente salvata da Mistoffelees.
I due gatti tornano dal resto del gruppo in tempo per assistere all'arrivo di Old Deuteronomy, l'amata matriarca dei Jellicle, che ha il compito di scegliere quale gatto è degno dello Strato Ionizzato. A quel punto, all'interno di un vecchio teatro, ha inizio il Ballo dei Jellicle; mentre i gatti danzano allegramente, vi si introduce di soppiatto Grizabella, un tempo membro dei Jellicle, bandita per aver seguito Macavity, dal quale è stata a sua volta abbandonata. I gatti la cacciano ma Victoria, avendo subito lo stesso destino, è l'unica a comprendere il suo dolore. Dopo averla vista mostrare compassione, Old Deuteronomy permette a Victoria di assistere alla sua scelta pur non essendo ancora un membro effettivo dei Jellicle Cats.
Altri due concorrenti si presentano raccontando le loro storie: Skimbleshanks, il gatto della ferrovia, e Gus, un anziano gattone-attore che ha recitato nei ruoli più disparati. Il ballo viene però interrotto dalla seducente Bombalurina, che si esibisce in una canzone dedicata a Macavity: durante il numero i suoi scagnozzi spargono sui gatti della polvere di erba gatta, che li ubriaca dando a Macavity la possibilità di rapire Old Deuteronomy. Il malvagio gatto le chiede di essere scelto per la rinascita, avendo neutralizzato tutti i concorrenti, ma Old Deuteronomy lo giudica indegno; Macavity si appresta dunque ad ucciderla. Nel frattempo gli altri gatti si sono risvegliati e rimangono sconvolti dalla scomparsa della loro guida, ma Victoria suggerisce che Mr. Mistoffelees utilizzi le sue arti magiche per riportarla tra loro: il gatto mago fallisce più volte finché, incoraggiato dai suoi amici, non riesce a far ricomparire Old Deuteronomy. Intanto, nel covo di Macavity, Jennyanydots riesce a liberarsi e a portare in salvo i suoi amici, mentre Macavity è costretto a fuggire.
Mentre i gatti danzano felici, Grizabella torna al teatro, solo per venire di nuovo cacciata via; Victoria le chiede allora di esprimere i suoi veri sentimenti cantando una canzone sul tempo in cui era felice, sulla sua bellezza svanita e sugli errori commessi. I gatti ne rimangono profondamente commossi, e Old Deuteronomy decide che sarà lei ad ascendere allo Strato Ionizzato. Grizabella viene portata sulla mongolfiera che la condurrà alla sua prossima vita; durante il volo Macavity e i suoi sgherri cercano di appendervisi, ma cadono in cima alla Colonna di Nelson, morendo. Finalmente riuniti, i gatti di Jellicle si ritrovano tutti a Trafalgar Square per osservare il volo di Grizabella. Mentre la gatta sparisce nello Strato Ionizzato e il gruppo si disperde, Old Deuteronomy dà il benvenuto a Victoria tra i Jellicle Cats.

## Personaggi
- Bustopher Jones, interpretato da James Corden
- Old Deuteronomy, interpretata da Judi Dench
- Rum Tum Tugger, interpretato da Jason Derulo
- Macavity, interpretato da Idris Elba
- Grizabella, interpretata da Jennifer Hudson
- Gus, interpretato da Ian McKellen
- Bombalurina, interpretata da Taylor Swift
- Jennyanydots, interpretata da Rebel Wilson
- Victoria, interpretata da Francesca Hayward
- Coricopat, interpretata da Jaih Betote
- Plato and Socrates, interpretati da Les Twins
- Syllabub, interpretata da Jonadette Carpi
- Mungojerrie, interpretato da Danny Collins
- Mr. Mistoffelees, interpretato da Laurie Davidson
- Munkustrap, interpretato da Robert Fairchild
- Griddlebone, interpretata da Melissa Madden Gray
- Skimbleshanks, interpretato da Steven McRae
- Rumpleteazer, interpretato da Naoimh Morgan
- Demeter, interpretata da Daniela Norman
- Alonzo, interpretato da Bluey Robinson
- Jellylorum, interpretata da Freya Rowley
- Electra, interpretata da Ida Saki
- Tantomile, interpretata da Zizi Strallen
- Cassandra, interpretata da Mette Towley
- Admetus, interpretato da Eric Underwood
- Growltiger, interpretato da Ray Winstone

## Produzione

### Sviluppo
Nel 1990 la Amblimation ebbe l'idea di creare un film d'animazione basato sul musical ma il progetto venne abbandonato. Nel dicembre 2013, Andrew Lloyd Webber, ideatore e compositore del musical Cats, rivelò che Universal Studios aveva acquistato i diritti dell'opera per produrre un adattamento cinematografico e che il progetto era in fase di sviluppo. Nel febbraio 2016 fu rivelato che Tom Hooper avrebbe diretto il film, venendo confermato a maggio dello stesso anno.

### Casting
I casting sono iniziati nel gennaio 2018, Nel giugno 2018 viene rivelato che Anne Hathaway e Rihanna sono state considerate per una parte nel film, ma entrambe hanno rifiutato in quanto già impegnate in altri progetti.
Il mese seguente, Jennifer Hudson, Taylor Swift, James Corden e Ian McKellen si sono uniti al cast, seguiti da Laurie Davidson e Mette Towley a settembre, da Idris Elba e Judi Dench a ottobre, da Francesca Hayward, Steven McRae, Rebel Wilson, Jason Derulo, Robert Fairchild a novembre e, infine, da Les Twins e Eric Underwood a dicembre dello stesso anno.

## Colonna sonora
1. Andrew Lloyd Webber – Overture – 1:38 (Andrew Lloyd Webber)
2. Cast of the Motion Picture Cats – Jellicle Songs For Jellicle Cats – 4:49 (Andrew Lloyd Webber)
3. Rebel Wilson, Robbie Fairchild – The Old Gumbie Cat – 4:32 (Andrew Lloyd Webber)
4. Jason Derulo – The Rum Tum Tugger – 3:48 (Andrew Lloyd Webber)
5. James Corden, Jason Derulo, Cory English, Idris Elba – Bustopher Jones: The Cat About Town – 3:42 (Andrew Lloyd Webber)
6. Andrew Lloyd Webber – Mungojerrie and Rumpleteazer – 3:54 (Andrew Lloyd Webber)
7. Fairchild, Judi Dench – Old Deuteronomy – 3:08 (Andrew Lloyd Webber)
8. Hayward – Beautiful Ghosts (Victoria's Song) – 2:50 (Taylor Swift, Andrew Lloyd Webber)
9. Andrew Lloyd Webber – Magical Gus – 0:36 (Andrew Lloyd Webber)
10. Hayward – Gus: The Theatre Cat – 3:59 (Andrew Lloyd Webber, T. S. Eliot)
11. Steven McRae, Fairchild – Skimbleshanks: The Railway Cat – 4:00 (Andrew Lloyd Webber)
12. Taylor Swift – Macavity – 5:11 (Andrew Lloyd Webber)
13. Laurie Davidson, Fairchild, Judi Dench, Hayward – Mr. Mistoffelees – 4:41 (Andrew Lloyd Webber)
14. Jennifer Hudson, Hayward – Memory – 4:24 (Andrew Lloyd Webber)
15. Judi Dench – The Addressing of Cats – 3:27 (Andrew Lloyd Webber)
16. Taylor Swift – Beautiful Ghosts – 4:21 (Taylor Swift, Andrew Lloyd Webber)

Durata totale: 59:00

## Promozione
Il primo trailer del film è stato pubblicato il 18 luglio 2019 da Universal Pictures. Il 19 novembre 2019 è stato pubblicato un secondo trailer. Il 16 dicembre 2019 Taylor Swift ha pubblicato un trailer speciale legato al dietro le quinte del film.

## Distribuzione
Il film è stato distribuito il 19 dicembre 2019 in Belgio, Hong Kong e Arabia Saudita. Il 20 dicembre 2019 è stato distribuito in Canada, Regno Unito, Indonesia, Irlanda e Stati Uniti. Il 24 dicembre è stato distribuito in Corea del Sud e in Vietnam e il 25 dicembre in Austria, Brasile, Germania, Danimarca, Spagna, Francia e Messico. Il 26 dicembre 2019 è stato distribuito in Australia, Cile, Grecia, Ungheria, Paesi Bassi, Nuova Zelanda, Portogallo e Singapore. Il film è poi distribuito in Islanda, Norvegia, Sudafrica, Bulgaria, Estonia, Lettonia e Lituania il 27 dicembre 2019, in Russia il 2 gennaio 2020, in Finlandia e Polonia il 3 gennaio, nelle Filippine l'8 gennaio, in Argentina il 9 gennaio, in Turchia il 10 gennaio 2020, in Svezia il 17 gennaio, in Giappone il 24 gennaio 2020 e in Italia il 20 febbraio 2020.

## Accoglienza

### Incassi
Il budget del film è stato di 95 milioni di dollari. Il film ha incassato 6,6 milioni di dollari al suo debutto e, nel complesso, ha incassato 73.834.284 dollari.
In Italia il film ha incassato 26.160 euro durante la sua programmazione.

### Critica
Il film ha ricevuto recensioni negative. Il sito aggregatore di recensioni Rotten Tomatoes riporta che solo il 19% delle 334 recensioni professionali ha dato un giudizio positivo, con un voto medio di 3,80 su 10. Su Metacritic, il film detiene un punteggio di 32 su 100 basato su 50 recensioni.
L’interpretazione di Taylor Swift è stata invece acclamata dai critici, che hanno elogiato la sua performance nonostante il suo limitato screen time di circa 10 minuti. Anche Jennifer Hudson, similmente, è stata elogiata per il suo rendimento di Memory: alcuni critici l’hanno definita la miglior parte del film ed altri “l’unica con veri sentimenti”.
Il film ha ricevuto sette nomination ai Razzie Awards 2019: Peggior film, Peggior attrice, Peggior attore non protagonista, Peggior attrice non protagonista, Peggior coppia, Peggior regista, e Peggior sceneggiatura, vincendone poi sei.